# East Sale Aerodrome
East Sale Aerodrome är en flygplats i Australien. Den ligger i kommunen Wellington och delstaten Victoria, omkring 190 kilometer öster om delstatshuvudstaden Melbourne.
Närmaste större samhälle är Sale, nära East Sale Aerodrome. 
Trakten runt East Sale Aerodrome består till största delen av jordbruksmark. Runt East Sale Aerodrome är det mycket glesbefolkat, med 2 invånare per kvadratkilometer. Genomsnittlig årsnederbörd är 803 millimeter. Den regnigaste månaden är juni, med i genomsnitt 162 mm nederbörd, och den torraste är juli, med 25 mm nederbörd.